# سال نو قمری
سال نو قمری، در بعضی مناطق براساس تقویم شمسی-قمری است. این روز آغاز سال تقویمی است که ماه‌های آن گام‌های ماه است. در حال حاضر، سال نو قمری (به انگلیسی: Lunar New Year) بیشتر به سال نو در آسیای شرقی اشاره دارد که در همان تاریخ جشن گرفته می‌شوند. مشهورترین سال نو قمری، سال نو چینی است.

## رویدادها

### آسیای شرقی
در آسیای شرقی امروزی، جشن سال نو در اواخر ژانویه یا اوایل فوریه برگزار می‌شود.
موارد زیر از سال جدید چینی با استفاده از تقویم سنتی چینی مشتق شده و در همان تاریخ مشترک هستند:
- سال نو چینی (جشنواره بهار)
- سال نو کره‌ای (Seollal)
- سال نو ویتنامی (Tết nguyên Đán)
- سال نو ژاپنی (قبل از ۱۸۷۳) - جزایر ریوکیو (حال حاضر)[۵]

موارد زیر تحت تأثیر تقویم چینی در طول تاریخ چین است:
- سال نو تبت (Losar)
- سال جدید مغولی (Tsagaan Sar)[۶]

### خاورمیانه
جشن‌های سال نو قمری آسیای غربی در روزهای دیگری اتفاق می‌افتد:
- سال نو مسلمانان یا سال نو اسلامی از تقویم کاملاً قمری ۱۲ ماهه پیروی می‌کند که از سال‌های تقویم میلادی و شمسی عقب‌نشینی می‌کند؛ بنابراین، روز سال نو مسلمان ممکن است در هر فصلی از تقویم قرار بگیرد.
- روش هشانا یا روش‌هشنه در روز اول و دوم ماه عبری تیشری واقع می‌شود و عیدی است که نمود شروع سال یهودی است.